# Jason Reitman
Jason Reitman (født 19. oktober 1977) er en canadisk filminstruktør, manuskriptforfatter og producer der i 2008 blev nomineret til en Oscar for bedste instruktør for filmen Juno. Reitman har instrueret flere afsnit af den amerikanske udgave af The Office. Jason Reitman er søn af filminstruktøren Ivan Reitman.